# Carinisphindus bicolor
Carinisphindus bicolor is een keversoort uit de familie slijmzwamkevers (Sphindidae). De wetenschappelijke naam van de soort werd in 1936 gepubliceerd door Warren Samuel Fisher.